# Chapelle de la Maladrerie de Poissy
La chapelle Saint-Lazare de la Maladrerie est un édifice religieux du Moyen Âge destiné au soin des lépreux, rattaché à l'Hôtel-Dieu de Poissy en 1695. Elle est située à proximité de la route de quarante sous à Poissy dans les Yvelines. Elle existe depuis la fin du XIe siècle.

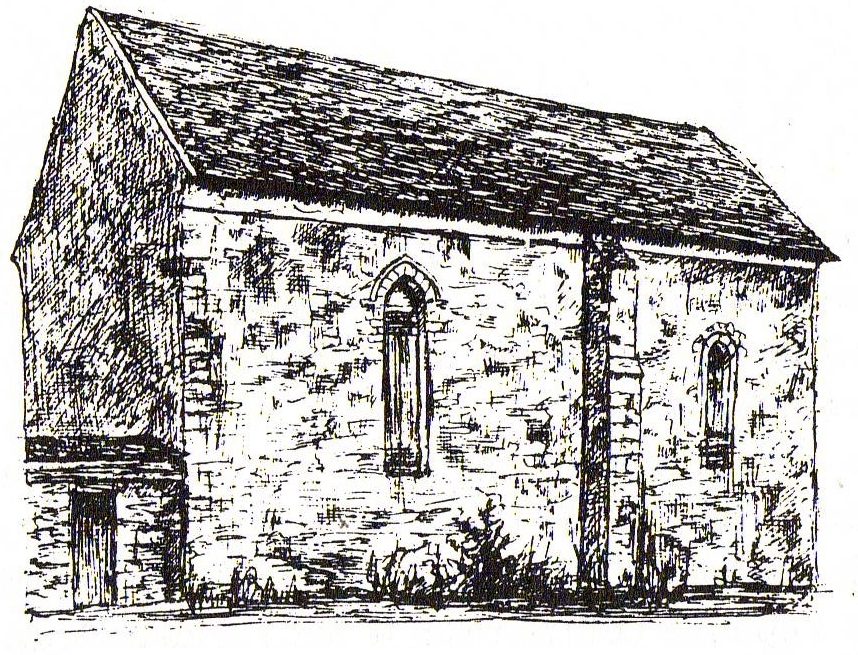
Gravure de la chapelle de la Maladrerie à Poissy, en 1901 par Edmond Bories.

## Historique
La chapelle est située en haut de la ville, dans le quartier de la Bidonnière. 
Elle est inscrite aux monuments historiques le 1er juillet 1937.
En juillet 2016 à la suite de l'intention d'achat d'un particulier, la ville de Poissy fait jouer son droit de préemption.
La chapelle, son terrain de 1200 m² et une maison d'habitation deviennent possession de la ville de Poissy en novembre 2016, pour 280 000 euros avec le concours de l’Etablissement public foncier d’Ile-de-France et de la communauté urbaine Grand Paris Seine et Oise.
Fin février 2019, un dossier de candidature est déposé par la ville sur la plateforme du loto du patrimoine édition 2020 pour obtenir les financements nécessaires à sa restauration.
Dans l'urgence, des étais de bois sont placés contre un mur menaçant de s'effondrer. La toiture est en mauvais état et des fissures sont présentes dans les pierres et chapiteaux. Les travaux à venir sont annoncés comme étant lourds et coûteux.
Elle sera bientôt enclavée en bordure de l’enceinte du futur centre d’entraînement du Paris Saint-Germain Football Club.
La chapelle n'est pas retenue dans la sélection du loto du patrimoine.

### Aryciles connexes
- Liste des monuments historiques des Yvelines (nord)